# Drapeau Eureka

Drapeau Eureka.

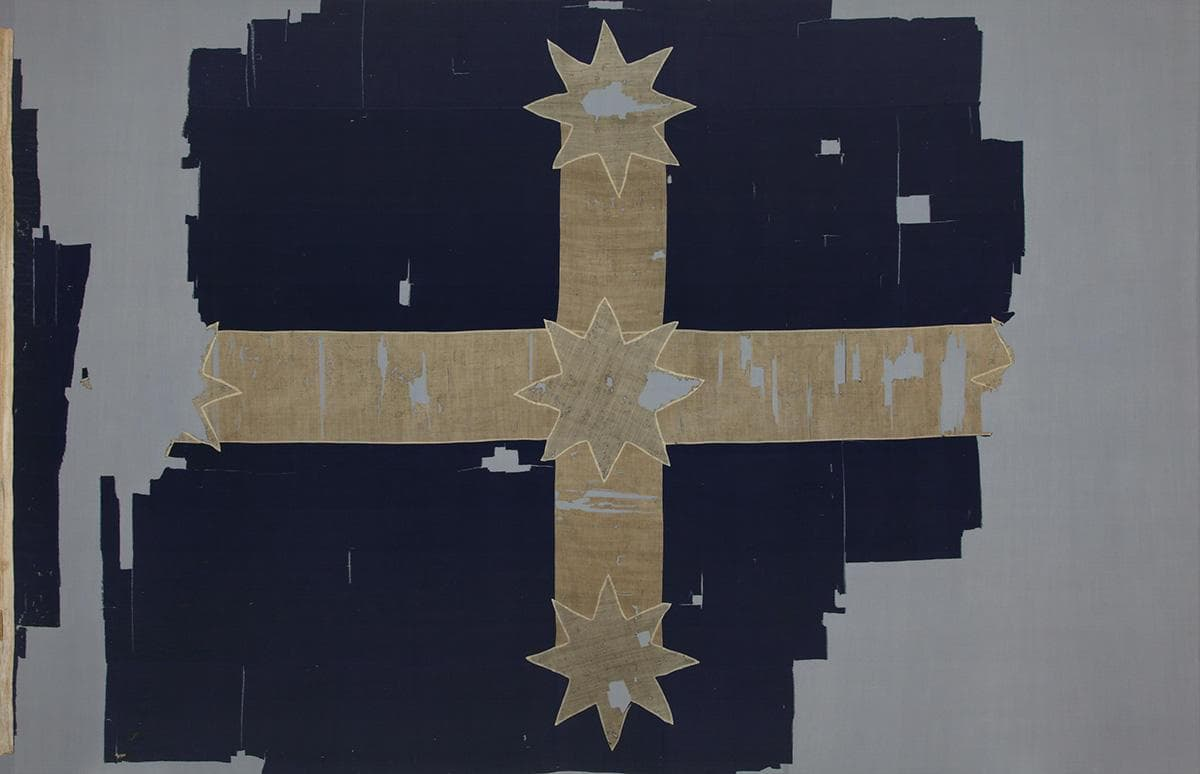
Drapeau original de 1854.

Le drapeau d'Eureka a été le drapeau de combat utilisé à Eureka Stockade à Ballarat, État de Victoria, Australie, lors d'une révolte de mineurs d'or en 1854.
Il est devenu entre autres, un symbole de protestation pour une grande divesité de causes en Australie.